# Клирвју (Оклахома)
Клирвју (енгл. Clearview) град је у америчкој савезној држави Оклахома.

## Демографија
По попису из 2010. године број становника је 48, што је 8 (-14,3%) становника мање него 2000. године.
| Група             | 2000.      | 2010.      |
| Белци             | 4 (7,1%)   | 7 (14,6%)  |
| Афроамериканци    | 42 (75,0%) | 36 (75,0%) |
| Азијати           | 0 (0,0%)   | 0 (0,0%)   |
| Хиспаноамериканци | 0 (0,0%)   | 0 (0,0%)   |
| Укупно            | 56         | 48         |